# Гэри ЛеВокс
Гэри ЛеВокс (англ. Gary LeVox; настоящее имя — Гэри Уэйн Вернон младший, англ. Gary Wayne Vernon, Jr.; род. 10 июля 1970, Колумбус, Огайо, США) — американский кантри-певец, автор песен и музыкант. Наиболее известен как вокалист американской кантри-группы Rascal Flatts. В составе Rascal Flatts обладатель премии Грэмми (2006), четырёх премий People's Choice Awards (2006, 2008, 2009), а также множества американских музыкальный премий в области кантри-музыки. Rascal Flatts имеет звезду на Аллее Славы Мьюзик-Сити в Нэшвилле, а также звезду на Голливудской Аллее Славы. Псевдоним «ЛеВокс», который он получил на студии звукозаписи за манеру исполнения песен., буквально означает — «Голос» (фр. Le Vox)
ЛеВокс родился в городе Колумбус, штат Огайо. Он работал в Департаменте по работе с людьми с умственной отсталостью и пороками развития, располагающимся в центре города. Впервые ЛеВокс спел в церкви, когда ему было восемь лет. Окончил школу Олентэнгай и Университет штата Огайо. В 1997 году под влиянием своего двоюродного брата ЛеВокс переехал в Нэшвилл, штат Теннесси. ЛеВокс и его троюродный брат Джей ДеМаркус стали вместе выступать в группе Шели Райт. Однажды, когда постоянный гитарист не смог выступать на концерте, его заменил Джо Дон Руни. Позже все трое говорили, что они сразу почувствовали «химию».

## Личная жизнь
Родители ЛеВокса развелись, когда ему было восемь лет. Его мать повторно вышла замуж, когда ему было десять и вновь развелась, когда ЛеВоксу было восемнадцать.
Со своей женой Тарой ЛеВокс поженился 15 мая 1999 года. У них есть две дочери 2000 и 2004 года рождения. С середины 1990-х ЛеВокс дружит с Джейми Фоксом, который пригласил ЛеВокса поучаствовать в записи альбома Still Feels Good. Гэри ЛеВокс вспоминал:

"Мы привыкли сидеть в течение многих часов в доме Джейми, петь, играть и хорошо проводить время … Поэтому, когда Джей, Джо и я написали эту песню, мы думали, что было бы здорово, если бы он принял участие. Я позвонил ему и сказал: "Эй, парень, ты должен услышать эту песню. Я думаю, что ты мог бы действительно, действительно улучшить её. Он сказал: «Знаешь что. Я спою песню на вашем альбоме, если вы, ребята, споете на моем». Я сказал: «Хорошо».
Оригинальный текст (англ.)
"We used to sit around for hours at Jamie’s house, singing and playing and having a good time...So when Jay and Joe and myself wrote this song, we thought it would be great to have him on it. I called him up just to say, ‘Hey, man, you’ve got to hear this song. I think you could really, really kill it.’ He said, ‘Tell you what. I’ll sing on your record if you guys will sing on mine.’ I said, ‘All right.’"